# Lionair
Lionair — люксембурзька авіакомпанія, створена як спільне підприємство на основі компаній Cargolux і Luxair, та працювала на ринку з 1988 по 1990 рік.

## Історія
Lionair була створена авіакомпанією Cargolux і національною авіакомпанією Люксембургу Luxair в 1988 році. Компанія отримала у власність два літаки Boeing 747, що належали Pan American World Airways. Літаки переробили, збільшивши щільність сидінь, після чого вони могли вміщати 492 пасажира, і перереєстрували як LX-GCV і LX-FCV.
Lionair уклала великий контракт з швидко розвивалася англійською компанією Airtours, яка працювала в регіоні Карибського басейну. Обидва літаки були приписані до аеропорту міста Манчестер, але вони також здійснювали рейси з аеропорту Станстед. У компанії працюють переважно екіпажі з Великої Британії та Ірландії.
Під час роботи на маршрутах в Домініканську Республіку, Барбадос і Антигуа компанія прийняла назву Caribbean Airways The National Airline of Barbados, а при роботі в Орландо — Orionair.
У 1989 році у компанії почалися труднощі, пов'язані з технічними питаннями, і Airtours розірвала контракт. З весни 1989 року Lionair здійснювала рейси в Саудівську Аравію, ОАЕ, Гваделупи, Мартиніку, Французьку Гвіану і Реюньйон.
У 1990 році компанія припинила своє існування.